# مرايا النار
مرايا النار هي رواية للكاتب السوري حيدر حيدر نشرت سنة 1992. ويعد أسلوب الرواية غير مألوفا في الأدب العربي عامة، حيث أن الرواية لا تتقيد بالمعايير التقليدية للسردية العربية، وتتطرق لمواضيع مثيرة للجدل مثل السياسة والنقد الاجتماعي.

## المحتوى
تدور أحداث القصة حول خطين سرديين. كلاهما يدور حول الشخصية «ناجي العبد الله». الخط الأول يتبع ناجي وهو مسافر في القطار إلى إحدى المدن الإفريقية والأحداث الواقعة على متن القطار مثل موت الأطفال في أحضان أمهاتهم. أما الخط الثاني فهو يدور حول تذكر شخصية ناجي لقصة حصلت معه عندما كان هاربا من الحرب الأهلية في لبنان إلى المغرب.
يلتقي الماضى والحاضر في هذه الرواية، وتندمجا القصتان معاً. وتتطرق الرواية لمناقشة عدة مواضيع من خلال سرد الأحداث وشخصية ناجي. ومن ضمن هذه المواضيع هي السياسة والخوف العائم في المجتمعات العربية والهروب من الوطن إلى المنفى.

## الشخصيات الرئيسية
- ناجي العبد الله
- الراوي الخارجي
- دميانة
- عبد الرحمن، زوج دميانة

## آراء نقدية حول الرواية
اشتهر حيدر حيدر بأسلوب تيار الوعي، كما أن استخدامه لهذه التقنية ميزت نصوصه عن بقية النصوص الأدبية العربية التي نشرت قي ذلك الزمان. كما قام بإدخال تيار الوعي إلى الرواية السورية خاصة والرواية العربية عامة. ولكن اتُهم حيدر حيدر بتقليد الأدب الغربي، حيث أن اشتهر الكتاب الغرب باستخدام أسلوب سرد الوعي في كتاباتهم، مثل جيمس جويس وفيرجينيا وولف. ولكن الناقد والدكتور رضوان القضباني نفى هذا الاتهام وقال أن حيدر حيدر قام بتطوير سرد الوعي بشكل منفصل ومتعلق بأسولبه وحده، ويمكن رؤية هذا التطور في رواياته الأربعة: الزمن الموحش ووليمة لأعشاب البحر ومرايا النار وشموس الغجر. كما أضاف د. القضباني بأن حيدر حيدر استخدم سرد الوعي لتقديم أفكار الشخصيات ومشاعرها على الأحداث الخارجية.